# Johann Gotthilf Clauß
Johann Gotthilf Clauß (* 5. Mai 1780 in Schneeberg (Erzgebirge); † 24. Mai 1862 ebenda) war ein deutscher Oberlehrer, dessen Lehrmethode als musterhaft im Königreich Sachsen galt.

## Leben und Wirken
Clauß trat am 9. Mai 1800 sein Lehramt an der Bürgerschule in der Stadt Schneeberg im Erzgebirge an. Hier wirkte er mit so viel Einsicht, Geschick und Glück, dass seine Lehrmethode selbst von höheren sächsischen Schulbehörden als Muster empfohlen und ihm von seinen Zeitgenossen mündliche und schriftliche Zufriedenheitsäußerungen mehrfach zuteilwurden. Mit dem Pädagogen Johann Heinrich Pestalozzi stand er im Briefwechsel.
Anlässlich seines goldenen Lehrerjubiläums verlieh ihm 1850 die Stadt Schneeberg die Ehrenbürgerwürde und der König Friedrich August II. von Sachsen zeichnete ihn mit dem Kleinkreuz zum königlich-sächsischen Verdienstorden (Albrechts-Orden) aus. Zu Ostern 1856 schied er nach 56-jähriger Wirksamkeit im 76. Lebensjahr aus dem aktiven Schuldienst aus und setzte sich zur Ruhe.
Am 24. Mai 1812 wurde er Freimaurer und starb als solcher genau 50 Jahre nach dem Eintritt in die Loge.